# میناکوا (حوزه سرشماری) ویسکانسین
میناکوا (به انگلیسی: Minocqua) یک منطقهٔ مسکونی در ایالات متحده آمریکا است که در شهرستان اونیدا، ویسکانسین واقع شده‌است. میناکوا ۴۵۱ نفر جمعیت دارد و ۴۹۰٫۱۲ متر بالاتر از سطح دریا واقع شده‌است.